# Los dioses de Grecia
Los dioses de Grecia (en alemán Die Götter Griechenlands: Das Bild des Göttlichen im Spiegel des griechischen Geistes) es una obra sobre mitología griega escrita en 1929 por Walter F. Otto.

## Contenido
Dedicado a la esencia de los dioses en la mitología griega, la obra de Walter F. Otto es considerada ya desde su primera publicación en 1929 hasta su última revisión de 1965 como un clásico en la materia. Otto describe los detalles que caracterizan a cada uno de los dioses del Olimpo, deteniéndose especialmente en Atenea, Apolo, Artemisa, Afrodita y Hermes.